# Kaito Abe (Fußballspieler, Juni 1999)
Kaito Abe (japanisch 阿部 海斗 Abe Kaito; * 18. Juni 1999 in Ogōri, Präfektur Fukuoka) ist ein japanischer Fußballspieler.

## Karriere
Kaito Abe erlernte das Fußballspielen in der Jugendmannschaft von Sagan Tosu sowie in der Universitätsmannschaft der Universität Fukuoka. Vom 7. September 2021 bis Saisonende wurde er von der Universität an Roasso Kumamoto ausgeliehen. Der Verein aus der Präfektur Kumamoto spielte in der dritten japanischen Liga, der J3 League. 
Sein Drittligadebüt gab Kaito Abe am 14. November 2021 (27. Spieltag) im Heimspiel gegen Kataller Toyama. Hier wurde er in der 69. Minute für Shūichi Sakai eingewechselt. Das Spiel endete 2:2. Am Ende der Saison stieg er als Meister der dritten Liga in die zweite Liga auf. Nach der Ausleihe wurde er von Roasso am 1. Februar 2022 fest unter Vertrag genommen.

## Erfolge
Roasso Kumamoto
- Japanischer Drittligameister: 2021  ▲